# Свиана-Ростиани
Свиана-Ростиани (груз. სვიანა-როსტიანი) — село в Грузии, в муниципалитете Душети края Мцхета-Мтианети. 

## География
Село расположено в северной части края, в 72 километрах по прямой к северо-западу от центра муниципалитета Душети. Высота центра — 1580 метров над уровнем моря.

## Население
По данным переписи населения 2014 года, в селе проживало 2 человека.
| Год  | Население | Мужчины | Женщины |
| ---- | --------- | ------- | ------- |
| 1926 | 15+21     | 6+8     | 9+13    |
| 2002 | 15        | 9       | 6       |
| 2014 | 2         | 1       | 1       |